# Bucatini
Bucatini ([bukaˈtiːni]) är en typ av pasta som är formad som ett långt, smalt rör med en längd på 25-30 cm och en diameter på cirka 3 mm, liknande en tjock, ihålig spagetti. Namnet kommer från de italienska orden buco, som betyder hål, och bucato, med betydelsen genomborrad eller ihålig.

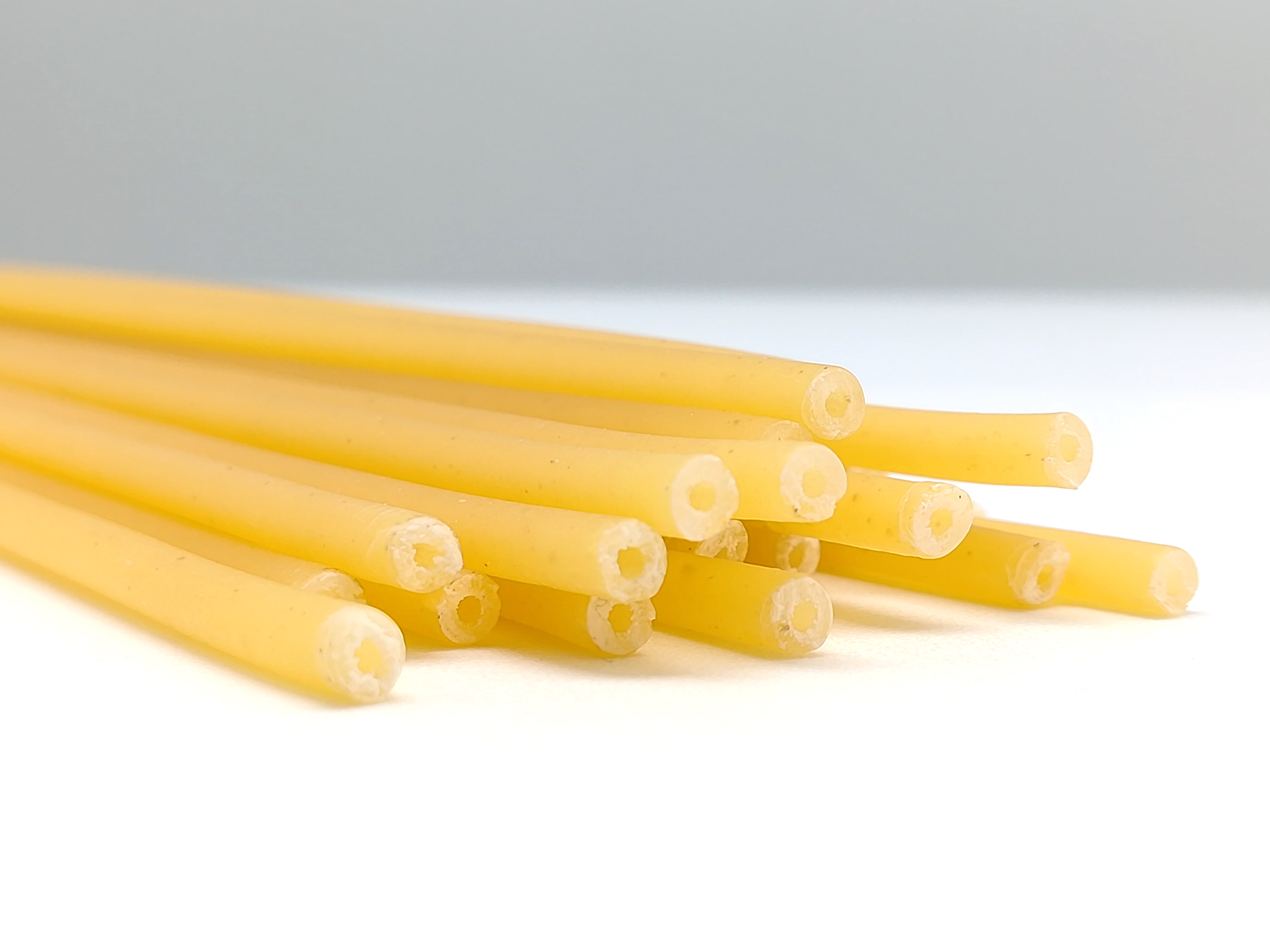
Bucatini

Buccatini passar till kraftiga såser som kan innehålla tomat, ost, charkuterivara, kött, skaldjur, ansjovis eller sardin. En av de vanligaste såserna som serveras med bucatini är amatriciana, i rätten bucatini all'amatriciana. Den görs med tomat, pecorino och guanciale (en typ av charkuteri på lufttorkad griskind).

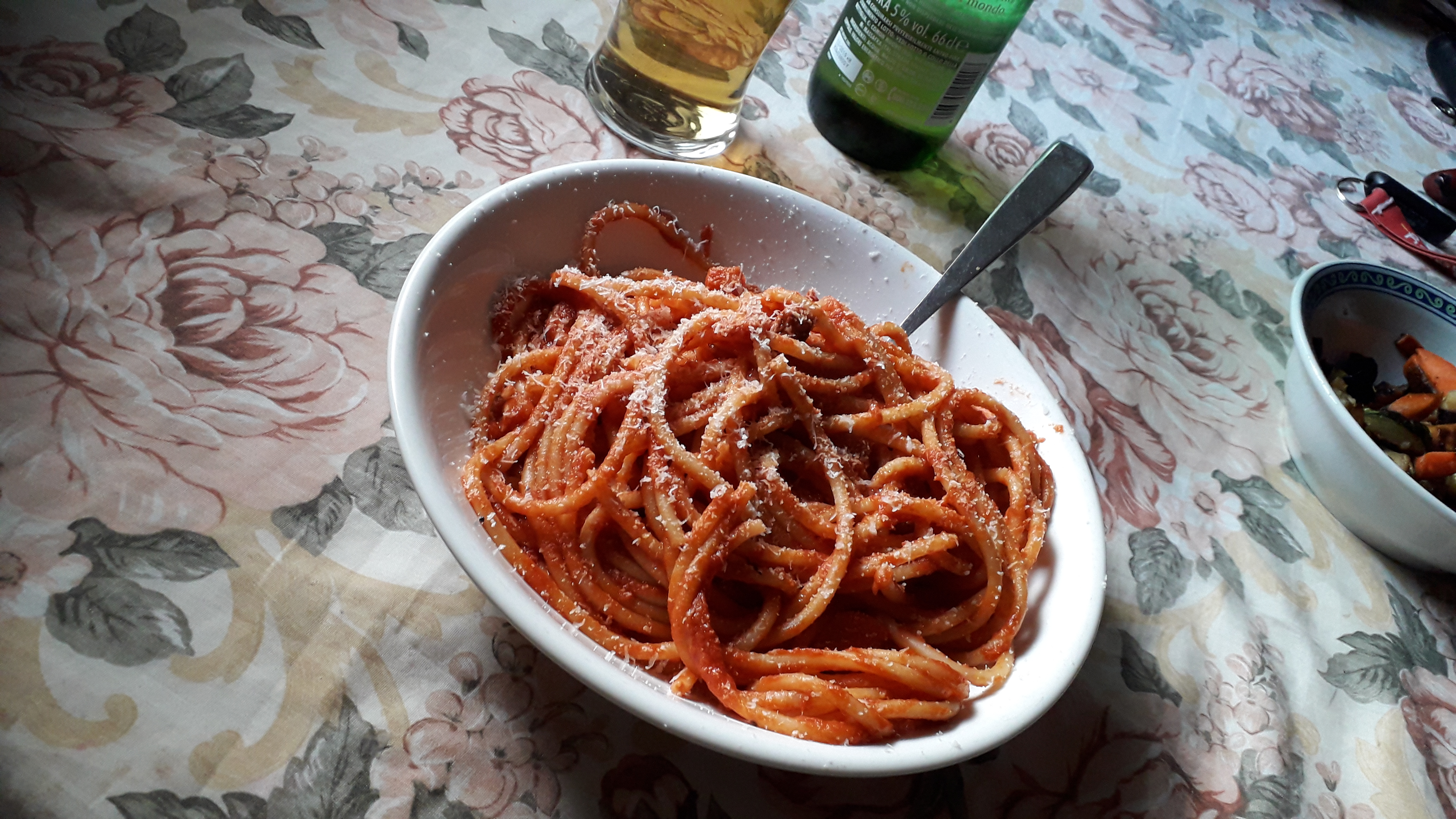
Bucatini all'amatriciana

Den pasta sorten kallas även perciatelli, perciatellini, boccolotti, foratini, fidelini bucati, fide bucate, agoni bucati, spilloni bucati beroende på region.
 En liknande pasta är ziti som är något tjockare än bucatini. Zitoni är ännu tjockare.
Bucatini görs på durumvete och vatten, ibland även äggula. Den är vanlig i hela Lazioregionen, särskilt Rom, och i och omkring Napoli. Den produceras genom att pastadeg trycks ut genom ett munstycke på en pastamaskin, som ser ut som ett köttkvarn.